# Oum El Adhaim
Oum El Adhaim (em árabe: أم العظائم) é uma comuna localizada na província de Souk Ahras, Argélia. De acordo com o censo de 2008, a população total da cidade era de 8 539 habitantes.